# Anchichoerops natalensis
Anchichoerops natalensis is een  straalvinnige vissensoort uit de familie van lipvissen (Labridae). De wetenschappelijke naam van de soort is voor het eerst geldig gepubliceerd in 1909 door Gilchrist & Thompson.
De soort staat op de Rode Lijst van de IUCN als niet bedreigd, beoordelingsjaar 2009.